# Italiaans consumptiegedrag
In de naoorlogse geschiedenis van de Italiaanse Republiek (1946 - 2001) zijn binnen het Italiaanse consumptiegedrag twee belangrijke algemene verschuivingen te herkennen.
De eerste periode voltrok zich in de jaren 50: de jaren van het "wirtschaftswunder". Deze periode ging gepaard met de gedachte dat de primaire levensbehoeften niet meer voldoende waren. Men had er behoefte aan op grote schaal te consumeren, waardoor een soort van massaconsumptie op gang kwam, die vooral betrekking had op het huiselijke leven. In dit verband werden er bijvoorbeeld veel wasmachines verkocht. De scooter en de auto zorgden voor een grotere mobiliteit en gaf de mens meer vrijheid. De televisie ten slotte, vormde de belangrijkste toegang tot het moderne Italiaanse leven. Daarnaast verruimde het de blik van de Italianen, omdat zij ook over de grenzen heen konden kijken.
De tweede periode werd eind jaren 70 met de "revolutie van de informatietechnologie" ingeluid. Onderwijs en entertainment werden daarmee twee belangrijke sleutelwoorden in de consumptie. In deze periode volgde er een verschuiving van massaconsumptie en massaproducten naar een meer individueler consumptiegedrag en exclusievere producten. In deze tijd probeerde men zich juist van anderen te onderscheiden. Bij dit consumptiegedrag werden ook duurdere producten (zoals de walkman, cd-speler, videospelletjes, video, computer) gekocht. Anders als in de jaren 50 consumeerde men nu dus meer in en rond het eigen huis. Daarnaast werd het in deze periode echter ook steeds gewoner om uitstapjes naar pretparken (Disneyland) te maken. Verder nam ook het gebruik van medicijnen toe.
De mode-industrie kreeg in die tijd de kans om zich verder te ontwikkelen. Vooral het nieuwe gevoel voor stijl en mode zorgde voor het spectaculaire succes van deze industrie, wat zich in het dagelijks leven uitte in het feit, dat steeds meer "gewone" Italianen zich naar de modetrends gingen kleden. Daarnaast ging deze trend gepaard met een hogere verkoop van cosmetische middelen (crèmes bijvoorbeeld).
Sinds de jaren 80 kan de Italiaanse samenleving qua consumptiecategorieën in vier verschillende groepen verdeeld worden:
De meeste Italianen (30%) behooren tot de bovenste categorie, die kan worden opgedeeld in twee subgroepen. Bij de eerste subgroep (ricchezza ed immagine) is de consumptie vooral gericht op de innerlijke en uiterlijke verzorging van zichzelf. Terwijl de tweede subgroep (qualità ed equilibrio) vooral georiënteerd is op kwaliteitsproducten. 
De tweede categorie Italianen (28%) die vooral uit jonge mensen bestaat, consumeert op een andere manier. Zij maken reizen naar verre oorden en wisselen hun bezit regelmatig in voor nieuwe producten.
De derde categorie (20,5%) consumeert op een traditionele manier, zoals het kopen van eten, kleding en de inrichting van het huis.
De vierde en laatste categorie (21%) behoort tot de onderste categorie van de Italiaanse samenleving. Deze categorie heeft het minst te besteden. Tot deze groep behoren veel gepensioneerden.